# 命題論 (アリストテレス)
『命題論』（めいだいろん、希: Περὶ Ἑρμηνείας、ギリシア語ラテン翻字: Perì Hermēneíās、羅: De Interpretatione, 英: On Interpretation）とは、アリストテレスの著作であり、『オルガノン』の中の一冊。
文字通り、様々な（真偽判定の対象となる）「命題文」のあり方について述べられている。原題は、「表現について」「説明について」「解釈について」といった程度の意味。

## 構成
14の章から成り、1章-13章については内容上、
- 1章-4章
  - 「名詞」と「動詞」
  - 「文」と「命題文」
- 5章-11章
  - 「肯定」と「否定」
  - 「単純命題」と「複合命題」
  - 「矛盾対立命題」
  - 「普遍」と「個別」
  - 「時制」（現在・過去・未来）など
- 12章-13章
  - 「様相」（可能・不可能・必然）

の3つに分けることができる。
最後の14章に関しては、それまでに完了している議論に対する追加的なものであり、真作性に疑義を呈する意見もある。

## 内容

### 第1章
序論。名詞・動詞、否定・肯定・表現・文などの定義の必要性。
名詞・動詞それ自体は、真でも偽でもない。

### 第2章
「名詞」について。
- 「名詞」 - 「約束」によって[3]意味を持つ音声。「時」を含まない。

### 第3章
「動詞」について。
- 「動詞」 - それの持つ固有の意味に、「時」を合わせ示す。

### 第4章
「文」について。
- 「文」 - 意味を持った音声。
- 「命題文」 - 真偽が存在する文。

### 第5章
命題文の肯定・否定、単純・複合。

### 第6章
- 「矛盾対立命題」 - 同一のものについて肯定と否定が対立するもの。

### 第7章
事物の普遍と個別。

### 第8章
基体（主語）の単一性。

### 第9章
時制（過去・現在・未来）と真偽。
過去・現在については真偽が成立するが、未来の個別的なものについては決定できない。

### 第10章
肯定命題・否定命題のバリエーション。

### 第11章
表現対象の複数性と、弁証術。

### 第12章
「様相」（可能・許容・不可能・必然）について。

### 第13章
「様相」（可能・許容・不可能・必然）と、肯定命題・否定命題のバリエーション。

### 第14章
命題の関係性についての判断。

## 訳書
- 『アリストテレス全集 1　命題論 ほか』 山本光雄、井上忠、加藤信朗訳、岩波書店 1971年
- 『新版 アリストテレス全集 1　カテゴリー論　命題論』 中畑正志、早瀬篤訳、岩波書店、2013年